# سفين إريك ميدوس
سفين إريك ميدوس (بالنرويجية: Svenn Erik Medhus‏) مواليد 22 يونيو 1982، هو لاعب كرة يد نرويجي يلعب كحارس مرمى. مثل منتخب النرويج لكرة اليد.

## سجل المنافسة
شارك في البطولات التالية:
- بطولة أوروبا لكرة اليد للرجال 2012

## روابط خارجية
- سفين إريك ميدوس على موقع الاتحاد الأوروبي لكرة اليد (الإنجليزية)